# Mónica Spear
Pour les articles homonymes, voir Spear.
Mónica Spear Mootz, alias Mónica Spear (née le 1er octobre 1984 à Maracaibo, morte assassinée le 6 janvier 2014 à Puerto Cabello), est une actrice vénézuélienne de télévision et mannequin, élue Miss Venezuela 2004.

## Biographie
Mónica Spear est la fille de Rafael Spear Tudares et d'Ingeborg (Enna) Mootz Gotera. Elle a eu quatre frères, Rafael Eduardo, Carolina, Javier José et Ricardo,,,.
Mónica Spear a étudié l'art dramatique à la Universidad de Florida Central, à Orlando en Floride aux États-Unis. Elle représente son pays au concours de Miss Univers 2005 qui a eu lieu à Bangkok, Thaïlande et est arrivée jusqu'au quart de finale.
En 2006, elle débute comme actrice en participant à la telenovela de RCTV, El desprecio, en compagnie de Flavia Gleske, Ricardo Álamo et Fedra López. En 2007, elle obtient son premier rôle de protagoniste dans la telenovela Mi prima Ciela avec Manuel Sosa. En octobre 2008 elle donne naissance à sa fille Maya Berry Spear, à la suite de son mariage avec l'homme d'affaires irlandais Thomas Henry Berry. Pour cette raison, elle s'éloigne des écrans de télévision pendant un an. En 2009, pour la même chaîne, elle joue à nouveau avec Manuel Sosa la telenovela Calle luna, Calle sol. En 2010 elle fait une apparition spéciale dans la telenovela de RCTV, Que el cielo me explique.
L'acteur et chanteur Jencarlos Canela était un de ses meilleurs amis.

### Assassinat
Le 6 janvier 2014, l'actrice et son ex-mari irlandais, Thomas Henry Berry, sont assassinés sur une autoroute reliant Puerto Cabello à Valencia par six hommes, dans l'État de Carabobo, alors qu'une remorqueuse s'occupait de leur voiture tombée en panne. Leur fille de cinq ans fut blessée à la jambe. 

## Concours
- Miss Venezuela 2004 : gagnante
- Miss Univers 2005 : 4e dauphine

## Telenovelas
- 2006 : El desprecio : Tamara Campos
- 2007 : Mi prima Ciela : Graciela Andreína Zambrano Ávila
- 2009 : Calle luna, Calle sol : María Esperanza Rodríguez
- 2010 : La mujer perfecta : Micaela Gómez Valdés
- 2011 : Flor salvaje : Amanda Monteverde
- 2011 : Que el cielo me explique : Violeta
- 2013 : Pasión prohibida : Bianca Santillana